# هال برايس هيدلي
هال برايس هيدلي (بالإنجليزية: Hal Price Headley)‏ هو فلاح أمريكي، ولد في 19 ديسمبر 1888 في ليكسينغتون في الولايات المتحدة، وتوفي في 22 مارس 1962.